# Archosauromorpha
De Archosauromorpha zijn een zeer grote groep reptielen, behorend tot de Diapsida.
De infraklasse Archosauromorpha werd in 1942 benoemd door Friedrich von Huene.
In 1986 gebruikte Jacques Gauthier de naam voor een klade, de zustergroep van de Lepidosauromorpha. Een exacte definitie werd gegeven door Laurin in 1991: de laatste gemeenschappelijke voorouder van Prolacerta, Trilophosaurus, Hyperodapedon en de Archosauria en al zijn afstammelingen. Dit zou volgens sommige analyses betekenen dat Protorosaurus, de Drepanosauridae en de Tanystropheidae erbuiten vallen. In 1997/1998 gaf David Dilkes om dit te voorkomen  een definitie als stamklade: de groep bestaande uit Protorosaurus en alle soorten nauwer verwant aan Protorosaurus dan aan de Lepidosauria. Deze definitie gaat er echter van uit dat Protorosaurus zeer basaal is. Aangezien dat onzeker is gaf Benton in 1999 een veiliger definitie: de groep bestaande uit de Neornithes (moderne vogels) en alle soorten die nauwer verwant zijn aan de Neornithes dan aan de Squamata (hagedissen en slangen).
De precieze relaties binnen de Archosauromorpha zijn nog onzeker. Over het algemeen wordt een onderverdeling gemaakt tussen de basale archosauromorfen en de Archosauriformes, die weer worden gesplitst in een aantal basale vormen enerzijds en anderzijds de archosauriërs (Archosauria), waaronder de krokodilachtigen, pterosauriërs en dinosauriërs.
De Archosauromorpha ontstonden in het Late Perm.
De Archosauromorpha laten zich aldus als volgt onderverdelen:
- Archosauromorpha
  - ?Orde Choristodera
  - Orde Prolacertiformes
  - Orde Rhynchosauria
  - Orde Trilophosauria
  - Archosauriformes
    - Familie Proterosuchidae
    - Familie Erythrosuchidae
    - Familie Euparkeriidae
    - Familie Proterochampsidae
    - Archosauria
      - Crurotarsi
        - Superorde Crocodylomorpha (de traditionele orde Crocodilia volgens sommige interpretaties)
        - Orde Aetosauria
        - Orde Ornithosuchia
        - Orde Phytosauria
        - Orde Rauisuchia

      - Ornithodira
        - Pterosauriërs
        - Dinosauriërs
          - Vogels

Een mogelijke stamboom is de volgende:
Archosauromorpha
```
 |--+--
Rhynchosauria

 |   `--+-?
Teraterpeton

 |      `--
Trilophosauria

 `--+--
Prolacertiformes

   `--
Archosauriformes

         |-?
Uatchitodon

         |--
Proterosuchidae

         `--+-?
Erythrosuchidae

            `--+-?
Heleosaurus

               `--+--
Euparkeriidae

                  `--+--?
Turfanosuchus

                     |--
Proterochampsidae

                     `--+--
Yonghesuchus

                        `--
Archosauria
 
                           |--
Crurotarsi
 
                           `--
Ornithodira
```

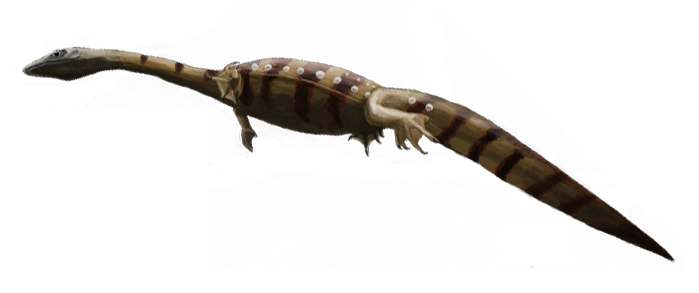
Hyphalosaurus
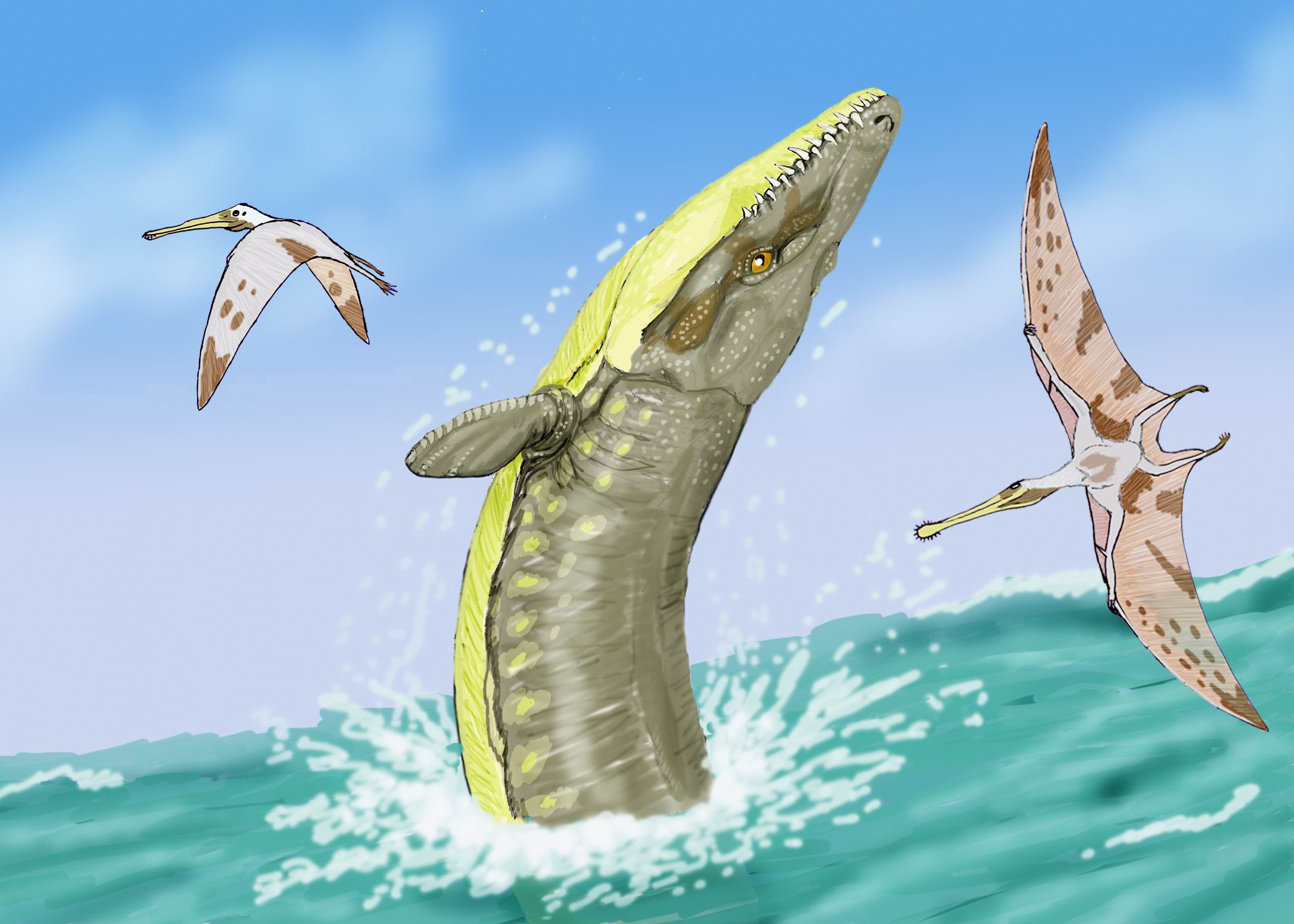
Dakosaurus en Cearadactylus
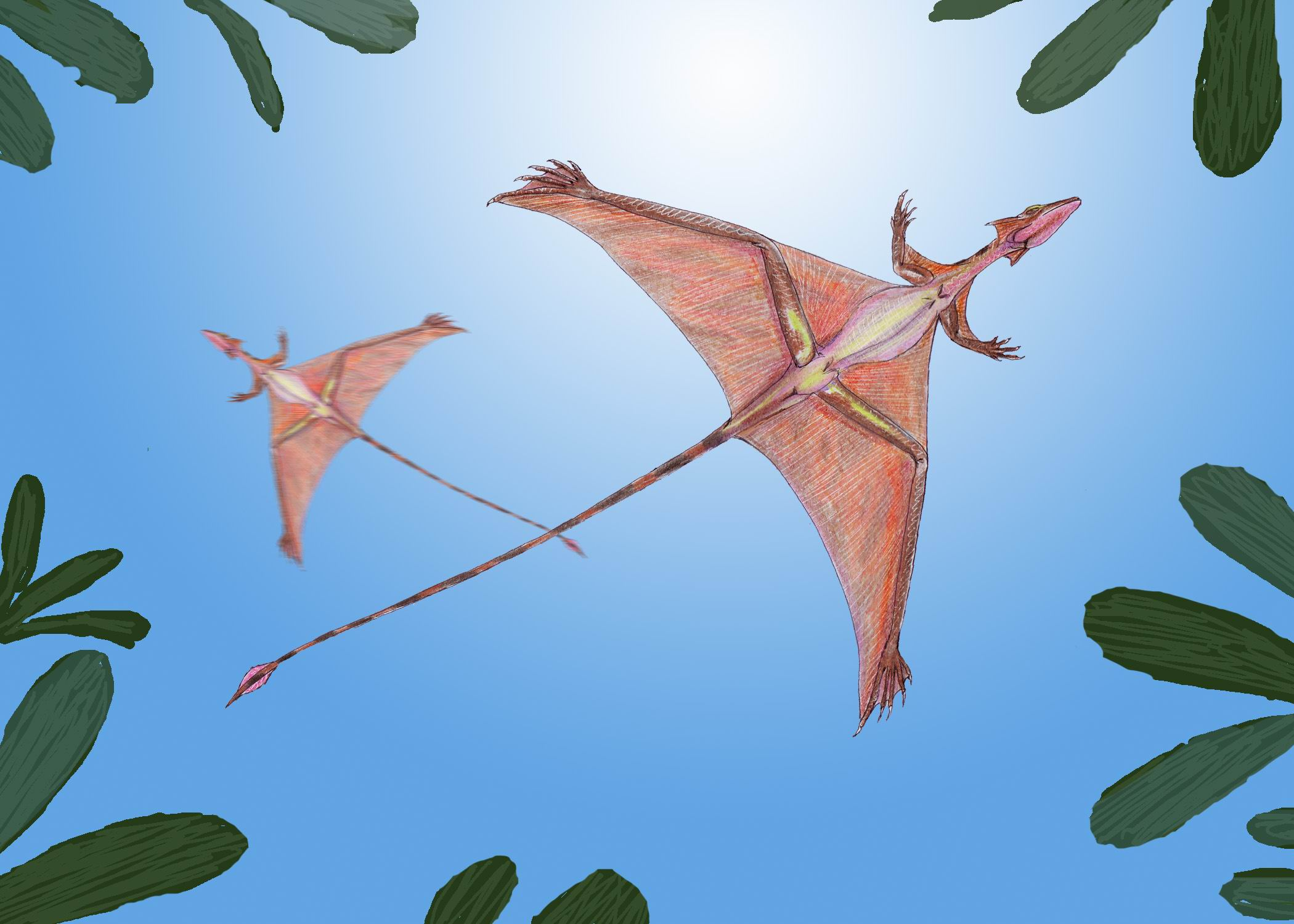
Sharovipteryx
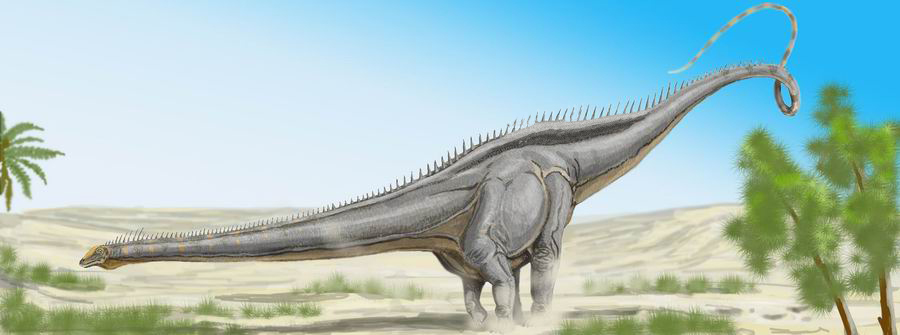
Diplodocus
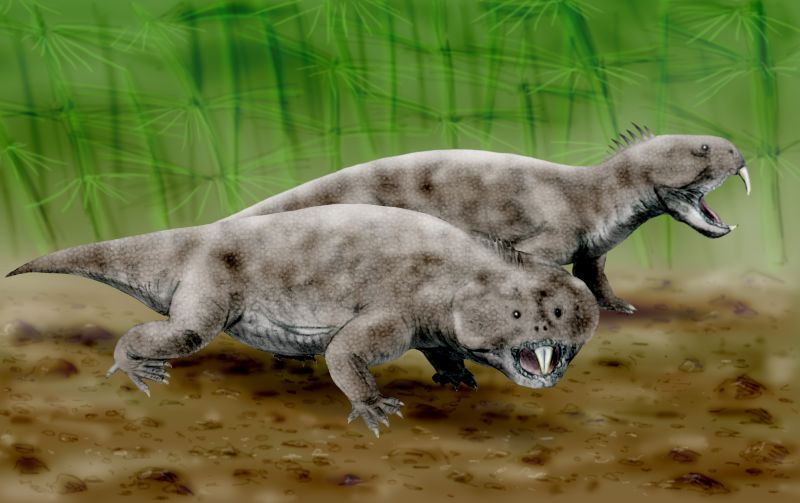
Hyperodapedon
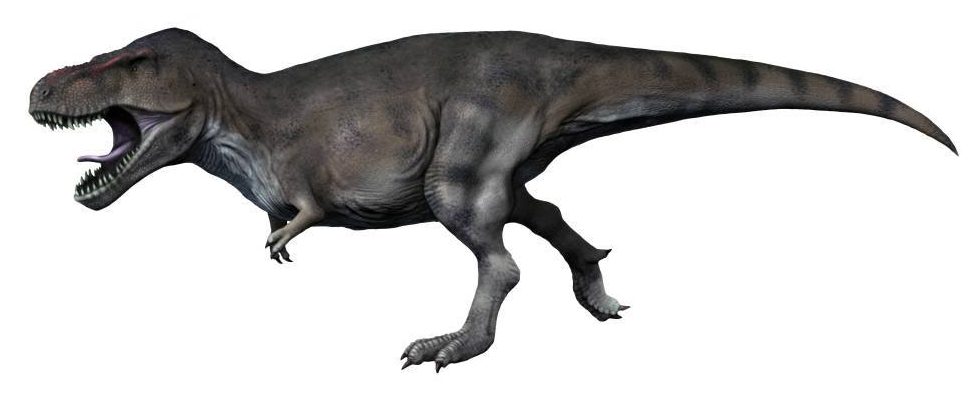
Tyrannosaurus
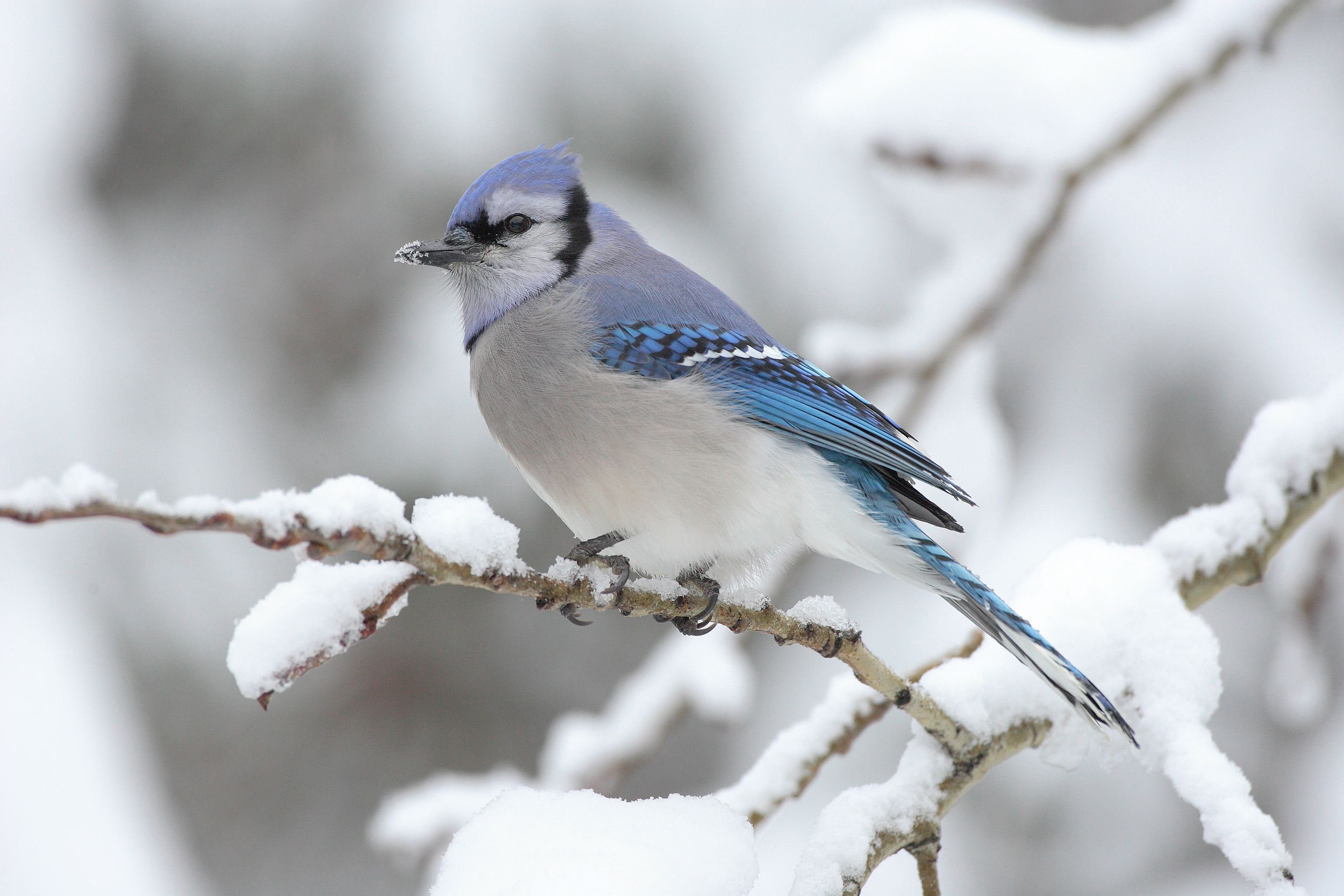
Cyanocitta
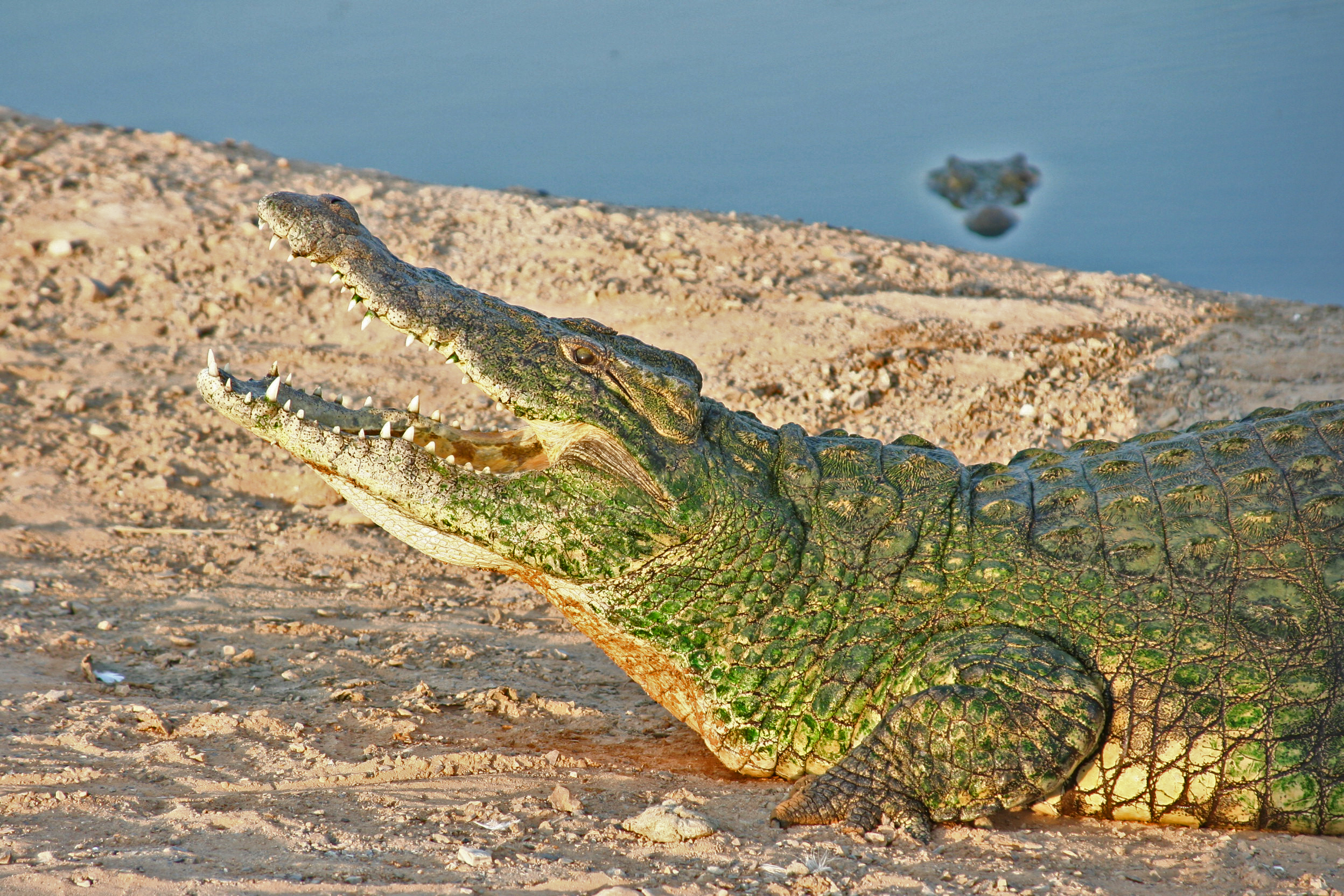
Crocodylus